# Cirrochroa
Cirrochroa, comunemente chiamato yeomen, è un genere di farfalle della sottofamiglia Heliconiinae nella famiglia Nymphalidae che si trova nel sud-est asiatico. Il genere si estende dall'India alla Nuova Guinea.

## Descrizione
Le farfalle sono abbastanza grandi e dalle ali larghe. I bordi esterni delle ali sono ondulati. Il colore del fondo del lato superiore è di solito marrone-arancione, ma può anche essere marrone o blu. Le punte delle ali sono di solito più scure e spesso hanno una o più sottili linee marroni a zigzag lungo il bordo esterno e una serie di macchie marroni sull'ala posteriore. La parte inferiore delle ali è solitamente marrone chiaro alla radice, più scura nella metà esterna.

## Biologia
Queste farfalle preferiscono vivere ai margini della foresta fino a 1000 metri sul livello del mare. Almeno una delle specie ha larve che vivono sul genere vegetale Hydnocarpus ( Achariaceae ). Le farfalle sono veloci e relativamente timide. A loro piace scendere a terra per assorbire l'umidità.

## Specie
In ordine alfabetico:
- Cirrochroa aoris Doubleday, 1847
- Cirrochroa clagia (Godart, 1824)
- Cirrochroa emalea (Guérin-Méneville, 1843)
- Cirrocroa eremita Tsukada, 1985
- Cirrochroa imperatrix Grose-Smith, 1894
- Cirrochroa malaya C. & R. Felder, 1860
- Cirrochroa menones Semper, 1888
- Cirrochroa niassica Honrath, 1892
- Cirrochroa nicobarica Wood-Mason, 1881
- Cirrochroa orissa C. & R. Felder, 1860
- Cirrochroa ricondita Roos, 1996
- Cirrochroa regina C. & R. Felder, 1867
- Cirrochroa satellite Butler, 1869
- Cirrocroa semiramis C. & R. Felder, 1867
- Cirrochroa surya Moore, 1879
- Cirrochroa thai (Fabricius, 1787)
- Cirrochroa tyche C. & R. Felder, 1861
- Cirrochroa thule C. & R. Felder, 1860